# Scopula septentrionicola
Scopula septentrionicola là một loài bướm đêm trong họ Geometridae.